# 퍼시픽팰리세이즈

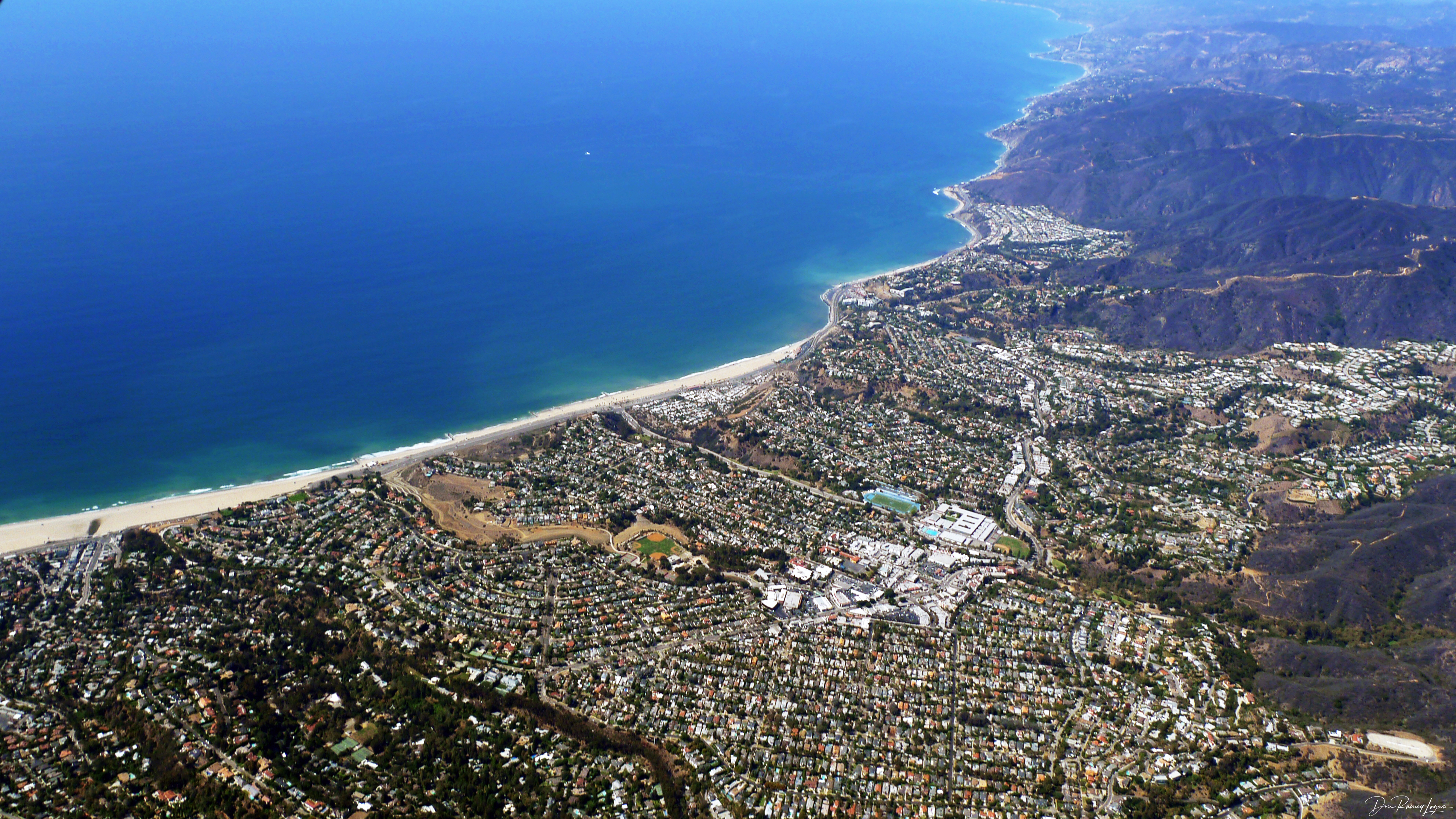

퍼시픽팰리세이즈(Pacific Palisades)는 미국 캘리포니아주 로스앤젤레스의 한 지구이다.